# Herreruela de Oropesa
Herreruela de Oropesa é um município da Espanha na província de Toledo, comunidade autónoma de Castilla-La Mancha, de área 10 km² com população de 445 habitantes (2006) e densidade populacional de 44,59 hab/km².

## Demografia
| Variação demográfica do município entre 1991 e 2004 | Variação demográfica do município entre 1991 e 2004 | Variação demográfica do município entre 1991 e 2004 | Variação demográfica do município entre 1991 e 2004 |
| --------------------------------------------------- | --------------------------------------------------- | --------------------------------------------------- | --------------------------------------------------- |
| 1991                                                | 1996                                                | 2001                                                | 2004                                                |
| 445                                                 | 432                                                 | 410                                                 | 474                                                 |